# Castilleja integrifolia
Castilleja integrifolia är en snyltrotsväxtart som beskrevs av Carl von Linné d.y.. Castilleja integrifolia ingår i släktet målarborstar, och familjen snyltrotsväxter.

## Underarter
Arten delas in i följande underarter:
- C. i. alpigena
- C. i. chiapensis
- C. i. longibracteata